# Alexander I av Serbien
Alexander I av Serbien, egentligen Aleksandar Obrenović, (serbisk kyrilliska: Александар Обреновић) född 14 augusti 1876 i Belgrad, Furstendömet Serbien, död 11 juni 1903 i Belgrad, var kung av Serbien mellan 1889 och 1903, den siste kungen av huset Obrenović.

## Biografi

### Barndom
Som son till kung Milan och Natalia Ketjko, en förmögen rysk-moldavisk adelsdam, fick han en mycket försummad uppfostran. Föräldrarna skilde sig under skandalartade former, och den unge Alexander blev ett vapen föräldrarna använde sig av i sin personliga vendetta mot varandra.

### Livet som kung
Alexander besteg tronen 1889, då som medregent till sin far Milan. Så småningom frigjorde han sig från faderns förmyndarskap genom en statskupp 1893 varvid fadern avsattes. Efter en ny statskupp 1894 införde han en diktatur byggd på angivelser och hemliga polisen, och återkallade sin far, som fungerade som landets verklige härskare fram till 1900. Korruption bredde ut sig, och det unga kungariket kom alltmer att gå i arvfienden Österrike-Ungerns ledband. Alexander förde en vacklande utrikespolitik och en katastrofal finanspolitik. Kungariket Serbien var på gränsen till statsbankrutt flera gånger.

### Giftermål och statskupp
Sitt största misstag anses Alexander ha gjort när han 1900 gifte sig med sin mors hovdam, den 12 år äldre Draga Mašin, samt när han ville göra en av Dragas bröder till tronarvinge. Missnöjet spred sig särskilt under denna period till armén. För att bryta motståndet mot planerna genomförde Alexander I 1903 åter en ny statskupp, varefter han tillsatte senat och statsråd som var helt lojala med hans planer. Missnöjet ledde till att en militärkupp planerades med bl.a. översten Dragutin Dimitrijević, även kallad "Apis". Denne var ledare för terrororganisationen Svarta handen som senare kom att iscensätta mordet på Österrikes tronföljarpar Franz Ferdinand och Sophie 1914 i Sarajevo.
Kontakt togs med huvudmannen för ätten Karađorđević, Peter. Karađorđevićätten hade ända sedan Serbien frigjorde sig från turkarna tävlat med ätten Obrenović om kungakronan. Peter Karađorđević väntade utomlands på att kuppen skulle äga rum. Officerare bröt sig in i Konaket (Kungliga slottet) i Belgrad i juni 1903 och sköt kungaparet till döds varpå deras kroppar lemlästades. De lemlästade kropparna fick ligga flera timmar nedanför den kungliga sängkammarens fönster till allmänt beskådande. Mordet på kungaparet följdes av åtskilliga mord och avrättningar av den gamla regimens män.
Det brutala mordet väckte avsky vid de flesta av Europas hov. Trots att Ryssland snabbt erkände den nya regeringen under Peter Karađorđević återkallade Storbritannien, och flera andra europeiska länder med dem, sina diplomater efter att mördarna inte straffades hårt nog.
Den nye kungen var Rysslands skyddsling och genom kuppen ändrade Serbien sin tidigare Österrike-vänliga politik och blev en fiende till dubbelmonarkin. Denna fiendskap blev den viktigaste anledningen till första världskrigets utbrott. Alexander dog barnlös och med honom utdog ätten Obrenović. Den nuvarande tronpretendenten till Serbiens tron tillhör ätten Karađorđević.

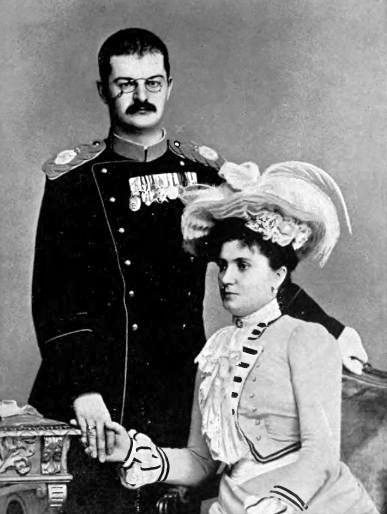
Alexander I och Draga Obrenović